# Villa romana di Russi
La Villa romana di Russi è un sito archeologico in cui sono conservati i resti di una villa rustica di età romana. Dal dicembre 2014 il Ministero della cultura lo gestisce tramite il polo museale dell'Emilia-Romagna, nel dicembre 2019 divenuto Direzione regionale Musei.
Sita a circa 20 km ad ovest di Ravenna, la villa fu edificata al centro di un vasto podere i cui prodotti erano destinati agli uomini della flotta militare romana di stanza a Classe, l'antico porto di Ravenna. Conobbe il massimo splendore nel I e II secolo, poi l'attività produttiva della villa cominciò ad andare in declino con il trasferimento dei militari a Costantinopoli (330), per poi essere completamente abbandonata in età bizantina.

## Area archeologica
La Villa di Russi è, tra le ville rustiche di età romana, una delle meglio conservate dell'Italia settentrionale.
Il complesso fu rinvenuto già nel 1938 scavando a dieci metri di profondità. Le esplorazioni continuarono negli anni cinquanta del XX secolo, grazie alle quali il sito ritornò alla luce. Nel 1968 l'area archeologica fu aperta al pubblico. Misura 8.000 metri quadrati, comprendenti la parte abitativa (la villa vera e propria) e l'area produttiva. Dell'abitazione rimane la pianta, in ottimo stato di conservazione. Sono perfettamente visibili i mosaici geometrici delle diverse stanze.

## Il museo
I reperti di maggior valore rinvenuti sul sito sono conservati in un edificio adibito a museo costruito a fianco della villa romana.
Gli oggetti di uso quotidiano (intonaci, vasi, ecc.) sono invece conservati nell'Antiquarium che il Comune di Russi ha allestito nei locali della Rocca trecentesca.

## Oasi WWF
Il sito archeologico è circondato da un'oasi WWF che si estende per 13 ettari. Si tratta dell'area di una vecchia cava di argilla.